# バスケットボールブルガリア代表
バスケットボールブルガリア代表（Bulgaria national basketball team）は、ブルガリアバスケットボール連盟により国際大会に派遣されるブルガリアのバスケットボールナショナルチームである。

## 歴史
1957年のユーロバスケット準優勝を誇る東欧を代表する古豪の一つである。しかし世界選手権は1回しか出場していない。
2011年大会以来の出場となったユーロバスケット2022（英語版）はジョージア相手に勝利し、1勝4敗という成績を残した。

## 主な国際大会成績
- 夏季オリンピック
  - 1952年：7位
  - 1956年：5位
  - 1960年：16位
  - 1968年：10位
- 世界選手権
  - 1959年：7位
- ユーロバスケット
  - 準優勝：1957年

## 主な歴代代表選手
- アレクサンダー・ヴェゼンコフ
- セドリック・シモンズ
- プリースト・ローダーデール
- ゲオルギ・グロフコフ
- コンスタンティン・コスタディノフ
- ディー・ボスト
- ディミタール・ディミトロフ
- パヴリン・イヴァノフ
- アンドレイ・イヴァノフ
- エミル・ストイロフ
- スタニミル・マリノフ